# Vogelschutzgebiet Arsten-Habenhausen
Das Vogelschutzgebiet Arsten-Habenhausen ist ein Naturschutzgebiet im Ortsteil Habenhausen der Stadtgemeinde Bremen.

## Allgemeines
Das Naturschutzgebiet ist 1 Hektar groß. Es ist im Naturschutzbuch der Stadtgemeinde Bremen unter der Nummer 1 eingetragen. Das Gebiet steht seit dem 12. Dezember 1950 unter Naturschutz. Zuständige Naturschutzbehörde ist die Senatorin für Umwelt, Klima und Wissenschaft.

## Beschreibung
Das Naturschutzgebiet liegt rund zwei Kilometer oberhalb des Bremer Weserwehres am linken Weserufer außerhalb der Deichlinie. Das Naturschutzgebiet wird durch Auwald und Röhrichte sowie Hochstaudenfluren geprägt und ist so u. a. Lebensraum für verschiedene Singvögel und Amphibien.